# Попереченское сельское поселение (Кемеровская область)
Попере́ченское се́льское поселе́ние — упразднённое муниципальное образование в Юргинском районе Кемеровской области. 
Административный центр — село Поперечное.

## История
Попереченское сельское поселение образовано 17 декабря 2004 года в соответствии с Законом Кемеровской области № 104-ОЗ.

## Население
| 2010  | 2011  | 2012  | 2013  | 2014  | 2015  | 2016  |
| ----- | ----- | ----- | ----- | ----- | ----- | ----- |
| 1309  | →1309 | ↗1312 | ↗1326 | ↗1359 | ↘1341 | ↘1325 |
| 2017  | 2018  | 2019  |       |       |       |       |
| ↘1287 | ↘1279 | ↘1250 |       |       |       |       |

## Состав сельского поселения
| № | Населённый пункт | Тип населённого пункта       | Население |
| - | ---------------- | ---------------------------- | --------- |
| 1 | 54 км            | разъезд                      | 39        |
| 2 | Большой Улус     | деревня                      | 25        |
| 3 | Каип             | деревня                      | 75        |
| 4 | Любаровка        | деревня                      | 156       |
| 5 | Мариновка        | деревня                      | 3         |
| 6 | Поперечное       | село, административный центр | 1011      |